# فرقد القزويني
السيّد فرقد الحسيني القزويني (1963 -) هو رجل دين شيعي وخطيب حسيني عراقي، ومن أعلام حركة إصلاح التراث الإسلامي والتعايش بين الأديان والمذاهب، ينتسب لعائلة القزويني وله العديد من المحاضرات - باللغة العربيَّة.

## نسبه وسيرته
هو فرقد بن معز الدين بن محمد ضياء بن حسن بن صالح بن مهدي بن حسن بن احمد الكبير بن محمد بن حسين بن أبو القاسم بن محمد الباقر بن جعفر بن أبو الحسن علي بن زيد بن أبو الحسن علي الغراب بن يحيى عنبر بن أبو القاسم علي بن محمد أبو البركات بن أبو جعفر بن محمد الخطيب بن جعفر الشاعر بن محمد المؤيد بن محمد أبي جعفر بن زيد بن زين العابدين بن الحسين بن علي بن علي بن أبي طالب.
وُلد القزويني سنة 1963م في كربلاء بقضاء الهندية المعروف بـ طويريج، درس في جامعة بغداد وحصل على شهادة البكالوريوس في الآداب عام 1986م، كما تتلمذ على يد محمد صادق الصدر في العلوم الشرعية والفقهية، وكان وكيلًا وإمام جمعة له بالديوانية. عمل أُستاذًا في الحوزة، ومُدرسًا في ثانوية الكفل، وأشرف على الحوزة الأخلاقية في النجف.

## مؤلفاته
للقزويني مؤلفات عديدة، ومن أهم مؤلفاته:
- «فيض السماء في معرفة ملحمة كربلاء»، نُشر منه جزئين.[3][4]
- «فيض العليم في معرفة التقويم».[5]
- «فيض المنان في فهم رسالة الرحمن»، نشر منه جزء واحد.[6]
- «سؤال وجواب في الصوم المعنوي»، تبسيط مطلب الصيام لمحمد صادق الصدر.[7]

## وصلات خارجية
- محاضرة أبو بكر وعمر الفاروق.
- محاضرة لغز تاريخي يريد من يحله.
- محاضرة هل خرج الحسين من أجل الحكم.
- محاضرة هل تعرف من قتل عثمان؟.
- محاضرة معركة صفين.
- محاضرة لماذا اختفت الشيعة فجأة من معركة كربلاء.
- محاضرة سقوط المدينة المنورة بيد الحسين.